# Río Colorado
Der Río Colorado ist ein 1114 km langer Fluss im Süden von Argentinien, der historisch als Nordgrenze Patagoniens gilt.

## Flusslauf
Seine Quellen liegen an den östlichen Hängen der Anden auf der Höhe des chilenischen Vulkans Tinguiririca (etwa 34° 48' S). Der Río Colorado fließt nach dem Verlassen der Anden vorwiegend in ostsüdöstlicher Richtung und erhält bis auf den Río Salado del Oeste keine nennenswerten Zuflüsse mehr. Durch die Kanäle seines Flussdeltas zwischen 39° 30' und 39° 50' südlicher Breite mündet er südlich von Bahía Blanca in den Atlantik. Die letzten 320 km bis zur Mündung sind schiffbar.